# Dompierre-sur-Authie
Dompierre-sur-Authie is een gemeente in het Franse departement Somme (regio Hauts-de-France) en telt 411 inwoners (2005). De plaats maakt deel uit van het arrondissement Abbeville.

## Geografie
De oppervlakte van Dompierre-sur-Authie bedraagt 22,9 km², de bevolkingsdichtheid is 17,9 inwoners per km².
De onderstaande kaart toont de ligging van Dompierre-sur-Authie met de belangrijkste infrastructuur en aangrenzende gemeenten.

## Demografie
Onderstaande figuur toont het verloop van het inwonertal (bron: INSEE-tellingen).